# Marco Rampoldi
Marco Rampoldi (Milano, 2 aprile 1966) è un regista teatrale italiano.

## Biografia
Dopo il debutto come assistente di Dario Fo, si è formato al Piccolo Teatro, partecipando ad alcuni importanti spettacoli di Giorgio Strehler. Contemporaneamente si è laureato in architettura con una tesi sulla lettura dello spazio nel teatro televisivo di Luca Ronconi, per la quale ha vinto una borsa di studio con cui è iniziata la collaborazione con il maestro. 
Dopo alcuni anni al Teatro Franco Parenti, come assistente di Andrée Ruth Shammah in alcuni importantissimi spettacoli e regista di alcuni lavori fra cui il fortunatissimo L’uomo dal fiore in bocca con Corrado Tedeschi, che ha al suo attivo 15 anni di tournée, ha iniziato un’intensa attività che si svolge tuttora su due campi quasi contrapposti.
Da un lato ha diretto numerosi spettacoli pensati per un vasto pubblico, con una comunicazione molto diretta capace di parlare a livelli diversi. In quest’ambito ha collaborato con alcuni fra i più interessanti comici amati dal grande pubblico (fra i quali Teresa Mannino, Leonardo Manera, Max Pisu, Claudio Batta, Rita Pelusio), come regista dei loro spettacoli monologo, e dirigendoli in alcuni riusciti esperimenti su testi teatrali (da Nudi e Crudi, prima versione teatrale autorizzata da Bennett, a la Cantatrice Calva di Ionesco a Il rompiballe di Francis Veber, a una fortunatissima edizione di Forbici e Follia). Ha quindi fatto debuttare in teatro Martina Colombari accanto a Corrado Tedeschi nell’apprezzatissimo Montagne russe di Eric Assous. 
Dall’altro lato è continuata la collaborazione con il Piccolo Teatro, per il quale ha seguito soprattutto progetti con alto valore letterario o forte importanza sociale. Dopo aver diretto infatti, su progetto di Luca Ronconi, gli allestimenti di La guardia alla Luna di Massimo Bontempelli, La Calandria del Bibbiena, per il cinquecentenario dell’Università di Urbino, e Considerate questa città, che ha inaugurato il Teatro Grassi dopo la ristrutturazione, è stato responsabile di importanti progetti fra cui Ulissi – Viaggio nelle Odissee e Pagine per il futuro in collaborazione con Radio 24. Nel 2018 ha diretto Sonia Bergamasco ne Il miracolo della cena unico spettacolo rappresentato al Cenacolo vinciano. Partendo da testi realizzati scritti insieme a Nando dalla Chiesa e il suo gruppo di lavoro, ha inoltre portato in scena gli spettacoli, di fortissimo impatto, E io dico no (ogni notte ha un’alba) e Cinque centimetri d’aria (storia di Cristina Mazzotti e dei figli rapiti).
Nel 2020 ha portato nuovamente in scena Corrado Tedeschi in un inedito adattamento della Coscienza di Zeno.
Dal 2017 ha collaborato assiduamente con lo Spazio Teatro No’hma, dirigendo alcuni spettacoli.
Durante il periodo di chiusura forzata dei teatri per l’emergenza Covid ha nuovamente affiancato Andrée Ruth Shammah nella nascita di Radio Parenti.
Nel suo percorso ha avuto come interpreti di propri lavori, oltre ai citati, fra gli altri: Alessio Boni, Laura Curino, Massimo De Francovich, Anna Della Rosa, Giancarlo Dettori, Iaia Forte, Anna Galiena, Sandro Lombardi, Laura Marinoni, Anna Nogara, Franca Nuti, Moni Ovadia, Marco Paolini, Massimo Popolizio, Fausto Russo Alesi.

## Teatrografia parziale

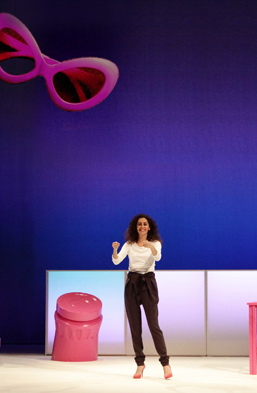
Terrybilmente divagante, Teresa Mannino

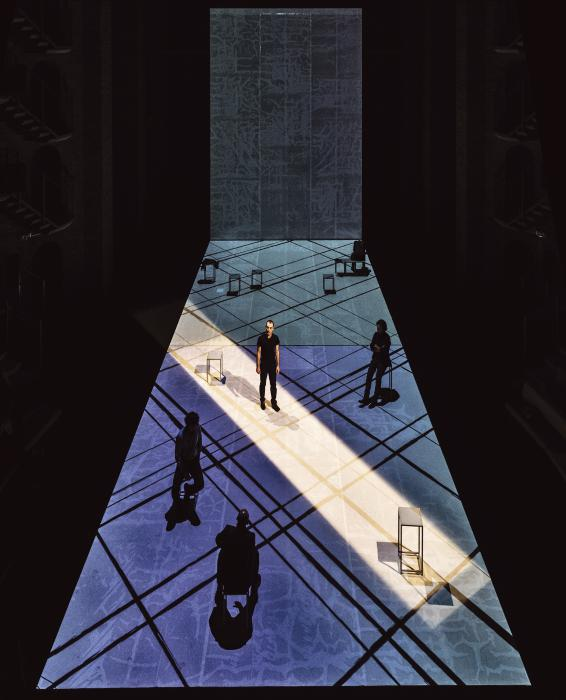
E io dico no, Teatro Studio Melato

- Quadri da Adelchi di Alessandro Manzoni, Teatro Franco Parenti, Milano, Casa del Manzoni (1998)
- L'uomo dal fiore in bocca, di Luigi Pirandello, con Corrado Tedeschi, Teatro Franco Parenti, Milano (1999)
- Play Strindberg, di Friedrich Dürrenmatt, con Antonio Ballerio, Labyrinthos (2003)
- La guardia alla luna, di Massimo Bontempelli, con Laura Marinoni, Piccolo Teatro di Milano - Teatro Sociale di Como (2004)
- Calandria del Bibbiena, su progetto di Luca Ronconi, Università di Urbino (2005)
- Costole, di e con Leonardo Manera, Zelig Bananas (2007)
- Due dozzine di rose scarlatte, di Aldo De Benedetti, con Alfredo Minutoli, Claudio Moneta, Roberta Petrozzi, CaNoRa - Amat (2008)
- Notti amare, di e con Leonardo Manera, Zelig Bananas (2008) - ripreso e mandato in onda da RaiDue e Rai5
- Italian Beauty, di e con Leonardo Manera, Leonardo srl (2011)
- Stasera non escort, di e con Margherita Antonelli, Alessandra Faiella, Claudia Penoni, Rita Pelusio, Duepunti - Terry Chegia (2011)
- Terribilmente divagante, di e con Teresa Mannino, Zelig Bananas (2012) - ripreso e mandato in onda da RaiDue e Rai5
- I consumisti mangiano i bambini,  di Riccardo Piferi e Diego Parassole, con Diego Parassole, Teatro della Cooperativa (2012)
- Nudi e crudi, di Alan Bennet, con Alessandra Faiella, Max Pisu, Claudio Moneta, Teatro della Cooperativa (2012)
- Non sparate sulla mamma, di Carlo Terron, con Stefania Pepe e Roberta Petrozzi, CaNoRa - Teatro della Cooperativa (2012)
- Stanze Comunicanti, di Alan Ayckbourn, CaNoRa - Teatro della Cooperativa (2013)
- L'ottimista ovvero il Candido di Voltaire e la ricerca della felicità, di e con Leonardo Manera, Leonardo srl (2013) - ripreso e mandato in onda da Rai5
- La cantatrice calva, di Eugene Ionesco, con Leonardo Manera, Diego Parassole, Max Pisu, CaNoRa - Teatro della Cooperativa (2014)
- Forbici follia di Paul Portner, con Michela Andreozzi, Roberto Ciufoli, Nino 'Gaspare' Formicola, Milena Miconi, Max Pisu, Nini Salerno, Artisti Associati - Artù (2014)
- E io dico no - Ogni notte ha un'alba, progetto di Nando Dalla Chiesa, Piccolo Teatro di Milano (2014)
- Il neurone innamorato, di Riccardo Piferi e Diego Parassole, con Claudio Batta, Leonardo Manera e Diego Parassole, CaNoRa - Teatro della Cooperativa (2015)
- Il rompiballe, di Francis Veber, con Claudio Batta e Max Pisu, CaNoRa - RaRa produzione (2015)
- 5 centimetri d'aria - Storia di Cristina Mazzotti e dei figli rapiti, progetto di Nando dalla Chiesa, di Paola Ornati, con Lucia Marinsalta, Piccolo Teatro di Milano (2015)
- Il primo amore, di e con Leonardo Manera, Leonardo srl (2017)
- Frigor Mortis, di Paola Ornati, liberamente ispirato ad Arsenico e vecchi merletti, con Grazia Migneco e Nicoletta Ramorino, CaNoRa (2018)
- Partenza in salita, di Gianni Clementi, con Corrado e Camilla Tedeschi, Skyline (2019)
- Montagne Russe, di Eric Assous, con Martina Colombari e Corrado Tedeschi, Skyline, La Contrada, RaRa produzione (2019)
- La coscienza di Zeno, di Italo Svevo, adattamento di M.R., Paola Ornati e Corrado Tedeschi, con Corrado Tedeschi, RaRa produzione (2020)